# Motori Moderni
Motori Moderni è stata un'azienda specializzata nella progettazione e costruzione di motori da competizione, in particolare per Formula 1 dove fu attiva tra il 1985 e il 1987 e di nuovo nel 1990 fino al 1994. Venne fondata nel 1984 a Novara dall'imprenditore Piero Mancini e dall'ingegnere Carlo Chiti.

## Storia
Negli anni '80 Piero Mancini era socio di Giancarlo Minardi nell'omonima scuderia, oltre che titolare del team Arno di Formula 3. Siccome la Minardi intendeva esordire nel Campionato mondiale di Formula 1 1985 e non era riuscita a trovare un accordo con l'Alfa Romeo per la fornitura dei motori, Mancini fondò la Motori Moderni allo scopo di fabbricare i propulsori per la scuderia. A questo scopo coinvolse il celebre ingegnere e progettista Carlo Chiti che aveva da poco dato le dimissioni proprio dall'Alfa Romeo e dalla sua emanazione sportiva Autodelta.
Chiti disegnò quindi il motore Tipo 615-90 (un V6 a 90° di 1.498 cm³ sovralimentato mediante turbine KKK) che debuttò in gara al Gran Premio del Portogallo 1985 sulla Minardi di Pierluigi Martini e accompagnò la scuderia faentina fino al termine della stagione 1987. Fu anche utilizzato dal costruttore francese AGS per le sue prime due gare in Formula 1 nel 1986.

Il motore 1235 col suo progettista

In seguito al cambio regolamentare che vietò l'uso di motori sovralimentati nella massima serie automobilistica, l'azienda sviluppò un motore boxer da 3.5 litri e 12 cilindri, con distribuzione a cinque valvole per cilindro, noto come 1235, realizzato grazie al supporto economico della Subaru, che vedeva la Formula 1 come veicolo promozionale. Il propulsore venne dapprima valutato dalla Minardi, che fece alcuni test nel corso del 1989 i quali diedero esisto negativo a causa della scarsa potenza ed eccessivo peso del 1235. Il boxer trovò comunque applicazione, poiché venne infine montato sulle monoposto del team Coloni nel 1990, grazie anche all'acquisizione della maggioranza del team da parte della Subaru. Purtroppo tali vetture non riuscirono mai a prequalificarsi per nessun Gran Premio e pertanto la squadra cambiò fornitore di motori già a metà stagione.
Sempre nel 1990, il 1235 equipaggiò anche la squadra Alba Racing, impegnata nel Campionato mondiale sport-prototipi con la vettura Alba AR20. Anche in questo caso il team non riuscì mai a prendere il via di una gara, a causa di mancate qualificazioni o di problemi di affidabilità, e passò ad altro fornitore durante il campionato.
Come da accordi presi con la casa costruttrice giapponese, il motore 1235 equipaggiò a fine anni ottanta anche una vettura sportiva giapponese, rimasta però allo stadio di prototipo, la Jiotto Caspita, progettata dalla Dome.

### Motonautica
Nel corso del 1989 la Motori Moderni collaborò con l'azienda SCAM di Rescaldina per realizzare una versione del motore boxer dedicata alle competizioni di motonautica offshore. La conversione del propulsore per l'uso marino avvenne sotto la direzione tecnica di Franco Alloni, che adottò anche ulteriori modifiche quali la riduzione della cilindrata a 2,9 litri, l'uso di testate a quattro valvole per cilindro e soprattutto l'impiego della sovralimentazione. La scelta iniziale cadde su un compressore volumetrico tipo Roots, ma già al debutto agonistico, avvenuto nel 1990, il volumetrico era stato rimpiazzato da due turbocompressori Garrett. Questo motore, denominato Motori Moderni Alloni 1229S, fu installato a gruppi di quattro sulle imbarcazioni di Classe 1 del Team Rainbow di Edoardo Polli e impiegato tra il 1990 e il 1993.